# Tuó
Tuó war ein von 2009 bis 2014 bestehendes Münchener Folk-Pop-Duo, bestehend aus Tasmin Gutwald und Oda Tiemann.

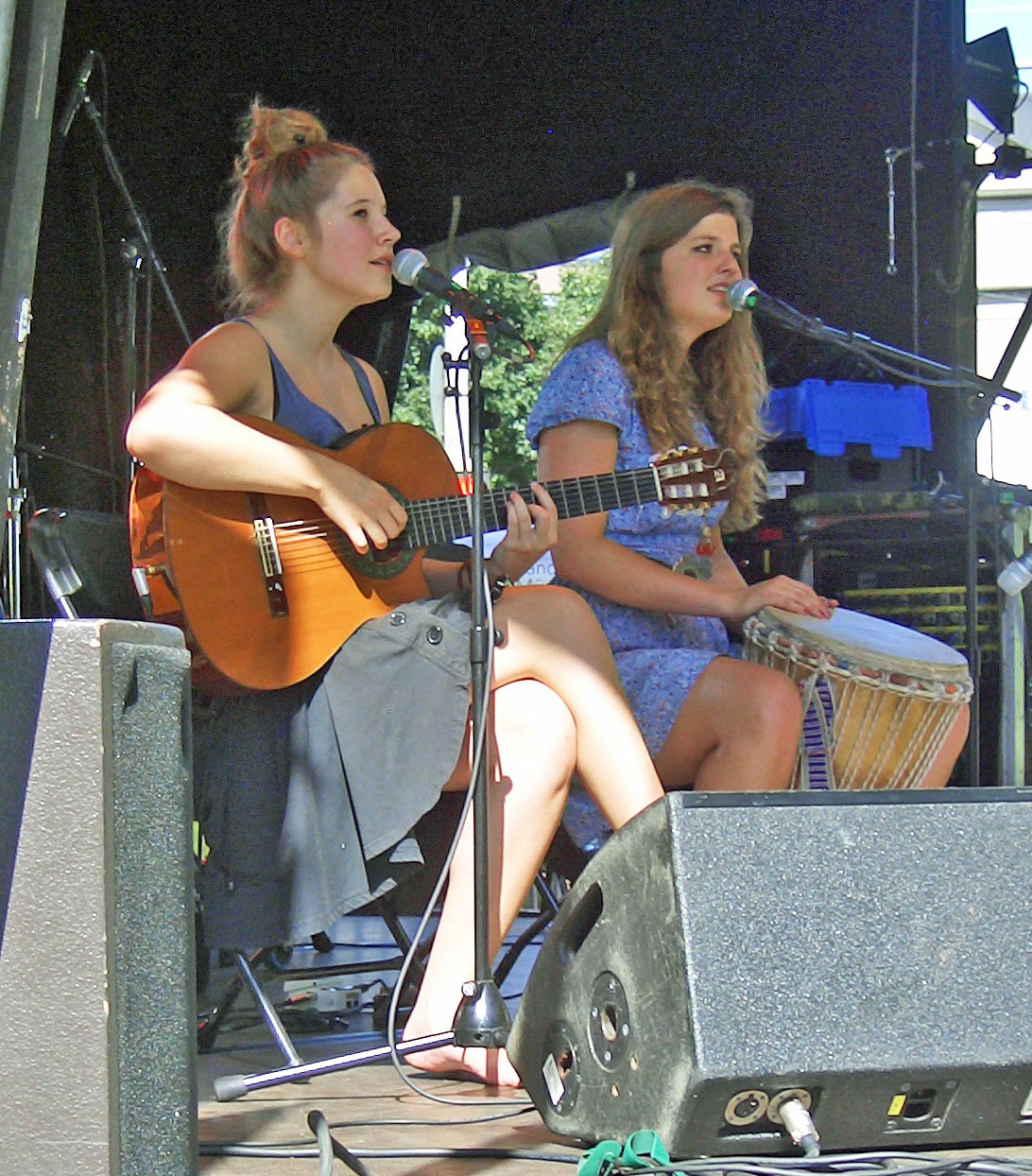
Tuó beim Isarinselfest, München, 3. Sep. 2011

## Geschichte
Gutwald und Tiemann, beide Jahrgang 1993, begannen als Klassenkameradinnen einer Realschule in Wolfratshausen mit dem Songwriting. 2008/2009 spielten beide in einer Schülerinnenband namens Floorplot, ab 2009 traten sie als Duo unter dem Namen Tuó auf. Entdeckt wurden die beiden Musikerinnen von Amadeus Böhm, der sie bei seinem Label Flowerstreet Records unter Vertrag nahm und bei Live-Auftritten auch mit Gitarre unterstützte. Der Bandname leitete sich aus den Anfangsbuchstaben von „Tasmin und Oda“ ab mit Akut auf dem letzten Buchstaben.
Das Duo trat zunächst in Münchener Clubs auf, beispielsweise im „Atomic Café“, oder als Straßenmusikerinnen, spielten in der S-Bahn oder im Englischen Garten. 2009 traten sie unter anderem als Vorband von Mumford & Sons und The Dodos auf, im Herbst des Jahres wurde das erste Musikvideo zum Song Walk with Me produziert. Ein Jahr später erschien im Februar die Debüt-EP Walk on Silence mit acht Titeln und die Fachpresse wurde auf die beiden Newcomer aufmerksam. So merkte das Ox-Fanzine an: „Jeder einzelne Song versprüht eine unglaubliche Intensität, und das obwohl die beiden jungen Damen Tasmin Gutwald und Oda Tiemann gerade einmal 16 Jahre alt sind. Das Album ist nicht mit großem Aufwand produziert worden […] und dennoch scheint es gewaltig zu sein und ihre beiden Stimmen harmonieren sehr gut mit den dargebotenen Instrumenten.“ Das Musikmagazin In-Your-Face.de bewertete die EP unter anderem mit den Worten: „Walking On Silence ist ein unglaublich sympathisches und liebevolles Album, das jede Menge musikalische, und vor allem songwriterische, Qualität durchscheinen lässt und das eigentlich keinen einzigen Durchhänger besitzt, dafür aber mit dem Titeltrack (Silence) fast schon einen kleinen Hit zu bieten hat.“ Noch im gleichen Jahr nahm das BR-Magazin Startrampe das Duo in die 6. Staffel (September bis Dezember 2010) auf und sorgte 2011 für die Teilnahme der beiden am New-Music-Award-Wettbewerb bei der Berlin Music Week im Admiralspalast.
Im Anschluss an eine kleine Deutschlandtour, unter anderem im Oktober 2010 auch als Vorband der Sportfreunde Stiller im Circus Krone, erschien am 7. Dezember 2012 das Debüt-Album Tales of Life, das aufgrund des Umfangs der Debüt-EP in den Medien auch als „zweites Album“ erwähnt wurde. Es war bereits vor der Erscheinung vergriffen und musste nachgepresst werden. Das Klangbild der Musik wurde auf dem Album durch den Einsatz von Begleitmusikern erweitert, ebenso auf der Release-Party im Haidhauser Kulturzentrum Einstein. Das Webzine RockTimes rezensierte unter anderem: „Auf Tales Of Life gibt es nicht eine Komposition, die nicht interessant ist. Sowohl die temporeichen Tracks als auch die Balladen glänzen in einem speziellen Licht und singen kann das Duo auch noch vorzüglich. Mit feinen Arrangements verzaubert Tuó die heimischen vier Wände mit anmutigen Klängen. “.
Im Herbst 2013 gaben die beiden Musikerinnen die Auflösung des Duos bekannt. Das letzte Konzert, bei dem sie neben eigenen Songs auch Titel von Elektrik Kezy Mezy spielten, fand im Februar 2014 im ausverkauften Münchener „Cord Club“ statt. Gutwald schreibt an neuen Liedern und beabsichtigt eine zukünftige Solo-Karriere. Tiemann absolvierte 2013 ihre Fachhochschulreife in München an der Rainer-Werner-Fassbinder-Fachoberschule für Sozialwesen und Gestaltung im Bereich Gestaltung. Sie tritt mittlerweile mit dem Gitarristen und Sänger Sebastian Kempf als Duo Oda & Sebastian auf.

## Stil
Tuó spielen harmonischen, akustischen Folk-Pop, dem nicht selten nachgesagt wird, deutliche Hippie-Einflüsse zu haben, was auch durch das optische Auftreten des Duos verstärkt wird – sie treten Hippie-typisch in luftigen Kleidern und barfuß auf. Dennoch stehen sie der Bezeichnung „Hippie“ kritisch gegenüber und sehen sich selbst „nicht als Hippie-Mädchen, sondern als Trendverweigerinnen. Punk kann jeder, Folk eben nicht.“

## Diskografie
- 2010: Walk on Silence (EP; Flowerstreet Records)
- 2012: Tales of Life (Album; Flowerstreet Records)